# 水槍

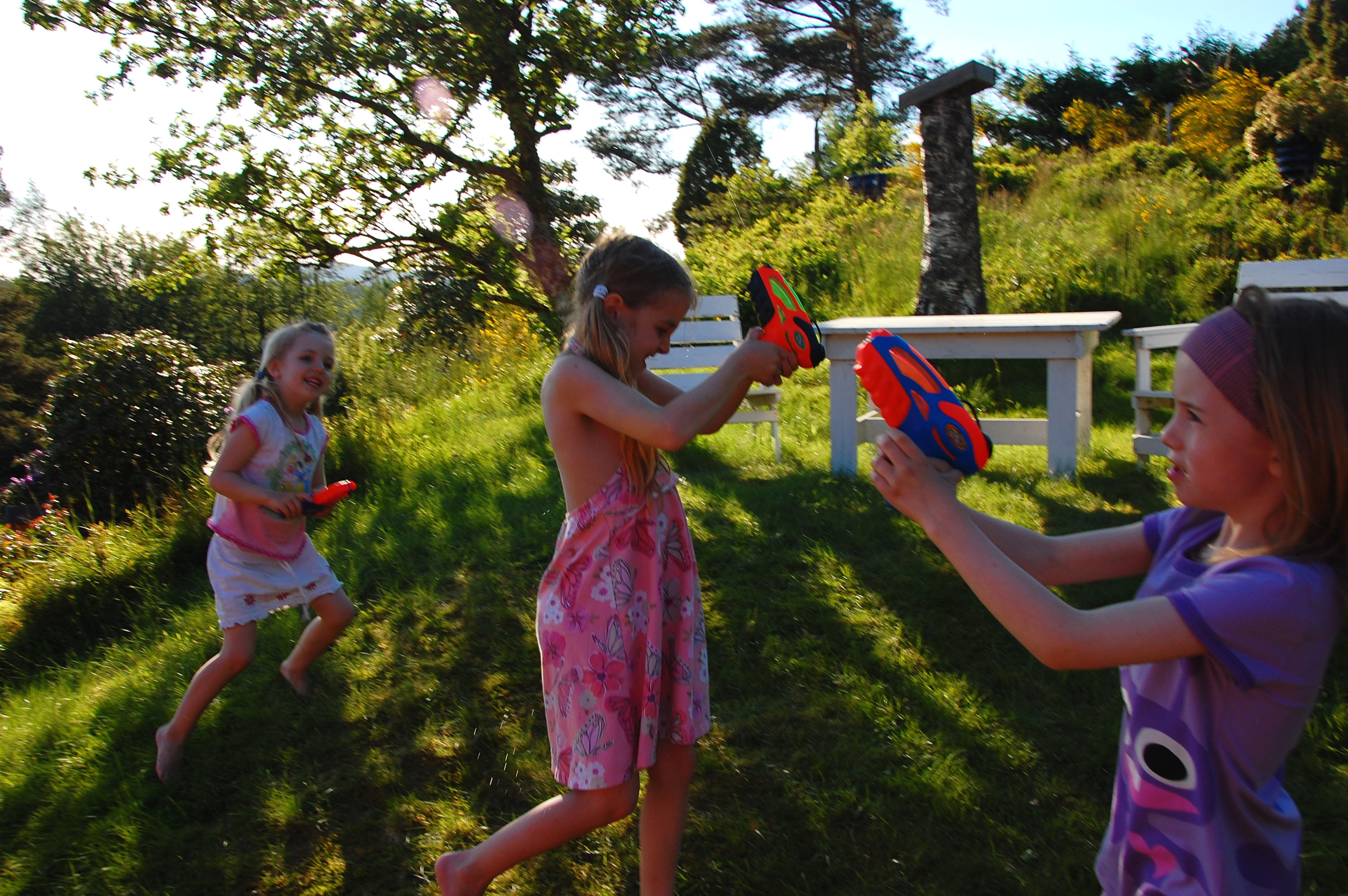
以水槍互相嬉戲的兒童。

一幅水槍的透視圖。

水槍（英文：Water gun、water pistol、squirt gun、water blaster）是一種用以射水的玩具，與水彈的用途相同，使用的基本用意為於遊戲中射濕對方。最常見的地方為沙灘和游泳池和水上樂園等戲水地方。